# Аглабіди

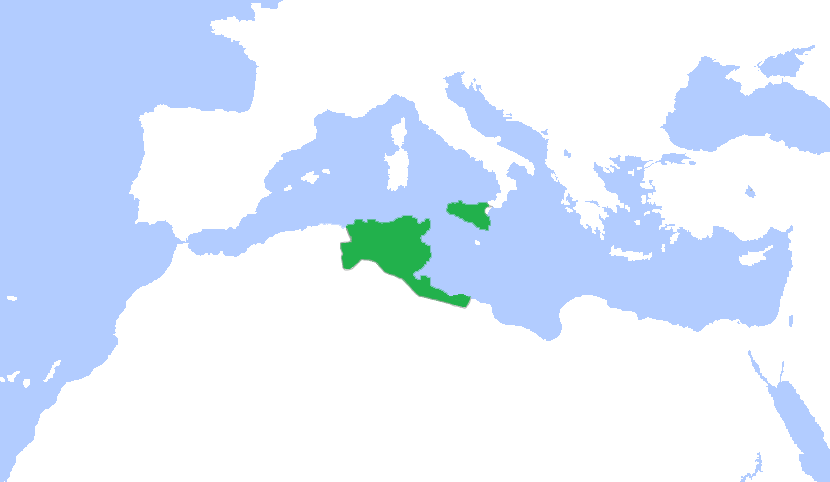

Аглабі́ди — арабська феодальна династія в Іфрикії (сучасний Туніс), що правила в 800—909 роках. Засновник — Ібрагім I ібн аль-Аглаб (800—812), син одного із воєначальників халіфата Аббасидів, намісника Іфрикії в 785—787 роках.
Спираючись на арабську військову аристократію та верхівку міського населення, Аглабіди створили в рамках Аббасидського халіфату незалежний сунітський емірат зі столицею в Кайруані, але за сюзеренітетом Аббасидів. В системі управління вони наслідували їх; був створений централізований адміністративний апарат на чолі з везиром, кятибами (секретарями), які відали окремими галузями управління, та верховним каді (суддєю), який слідкував за дотриманням принципів шаріату. Впорядковане управління, широке іригаційне будівництво, впровадження нових прийомів землеробства призводили до підйому сільського господарства (суднобудування, виплавка металів, виготовлення зброї та осадної техніки, шовкових, парчових тканин, виробів зі скла, паласів та інше).
В еміраті із змішаним арабо-романським, частково берберським населенням швидко йшов процес арабізації. До цього значною мірою призводили широкі зв'язки зі Сходом, заснування в Кайруані академії «Дім мудрості» (Байт аль-хікма), громадських бібліотек, переклади на арабську мову латинських творів з природничих наук тощо. Хоча більшість населення при Аглабідах складали християни, провідна роль в релігійно-політичному житті належали мусульманам-сунітам.
У VIII столітті представники арабської аристократії Аглабідів боролися з берберськими хариджитськими повстаннями ібадитів, які охопили всю Північну Африку. У 849 році верховний каді Сахнун ібн Саїд здійснив релігійну реформу, затвердив малікізм як головну релігійну доктрину. В області зовнішньої політики Аглабіди виступали як союзники Аббасидів, протистояли Омеядським правителям Іспанії, Рустамідам, Ідрісидам та іншим алідським правителям Магрибу, в 880 відбили напад єгипетських військ Тулунідів. В 827—902 роках в ході довгої війни, за правління Зіядет-Аллаха I, вони вигнали візантійців з Сицилії, в 840 році висадились на півдні Апеннінського півострова (в Калабрії), в 846 році здійснили напад на Рим. Однак повстання арабської аристократії та опозиція факіхів (правознавців), які звинувачували Аглабідів у нехтуванні основними принципами ісламу, примусили емірів віддалитись від арабського війська (джунда) та міщан, дедалі більше спираючись на особистих клієнтів (мавалі) зі слов'ян (сакаліба) та лангобардів, а також на чорну гвардію абідів (рабів).
Внаслідок податкового тиску, визиску чиновників та суперництва племен влада Аглабідів ослабла і врешті-решт занепала під натиском шиїтських рухів. Шиїти, що спиралися на племена кетама розбили війська Аглабідів. Останній емір, Зіядет-Аллах ІІІ в 909 році втік з резиденції емірів Раккади, яка стала центром новоутвореного халіфату Фатимідів.

## Еміри династії
- Ібрагім І ібн ель-Аглаб — 800—812
- Абдаллах І ібн Ібрагім — 812—817
- Зіядет-Аллах І — 817—838
- Абу Ікаль ібн ель-Аглаб — 838—841
- Мухаммед І ібн ель-Аглаб — 841—856
- Ахмед ібн Мухаммед — 856—861
- Зіядет-Аллах ІІ — 863—864
- Муххамед ІІ ібн Ахмед ель-Майіт — 864—875
- Ібрагім ІІ ібн Ахмед — 875—902
- Абдаллах ІІ ібн Ібрагім — 902—903
- Зіядет-Аллах ІІІ — 903—909